# Pork Soda
Pork Soda es el tercer álbum de estudio de la banda estadounidense de funk metal Primus, lanzado a través de Interscope en 1993. Es considerado el álbum más oscuro de Primus al mencionar temas como la realidad incómoda de la vida ("DMV"), asesinato ("My Name Is Mud"), el desprecio de la raza humana ("Nature Boy" y "Welcome to This World") y el suicidio ("Bob").

## Lista de canciones
Todas las letras escritas por Les Claypool, toda la música compuesta por Primus. 
| N.º   | Título                                                           | Duración |  |
| 1.    | «Pork Chop's Little Ditty»                                       | 0:21     |  |
| 2.    | «My Name is Mud»                                                 | 4:48     |  |
| 3.    | «Welcome to This World»                                          | 3:40     |  |
| 4.    | «Bob»                                                            | 4:40     |  |
| 5.    | «DMV»                                                            | 4:58     |  |
| 6.    | «The Ol' Diamondback Sturgeon (Fisherman's Chronicles, Pt. III)» | 4:39     |  |
| 7.    | «Nature Boy»                                                     | 5:35     |  |
| 8.    | «Wounded Knee»                                                   | 2:25     |  |
| 9.    | «Pork Soda»                                                      | 2:20     |  |
| 10.   | «The Pressman»                                                   | 5:11     |  |
| 11.   | «Mr. Krinkle»                                                    | 5:27     |  |
| 12.   | «The Air Is Getting Slippery»                                    | 2:31     |  |
| 13.   | «Hamburger Train»                                                | 8:11     |  |
| 14.   | «Pork Chop's Little Ditty»                                       | 1:03     |  |
| 15.   | «Hail Santa»                                                     | 1:51     |  |
| 57:42 |                                                                  |          |  |

## Créditos
Músicos
- Tim Alexander – batería
- Larry LaLonde – guitarra, banjo
- Les Claypool – bajo, mandolina, voz

Producción
- Derek Featherstone – ingeniero
- Leslie Gerard-Smith – coordinador del proyecto
- John Golden, K-Disk – masterización
- Manny LaCarrubba, Neil King, Kent Matchke – ingenieros
- Ron Rigler – ingeniero
- Tom Whalley – dirección A&R

## Lista de ventas
| Año  | Lista         | Posición |
| ---- | ------------- | -------- |
| 1993 | Billboard 200 | 7        |

Sencillos - Billboard (Estados Unidos)
| Año  | Sencillo         | Lista              | Posición |
| ---- | ---------------- | ------------------ | -------- |
| 1993 | "My Name Is Mud" | Modern Rock Tracks | 9        |